# Фрідкін Борис Маркович
Борис Маркович Фрідкін (нар. 22 червня 1901, Харків — пом. 1977, Москва) — радянський графік, плакатист; член Спілки художників СРСР.

## Біографія
Народився 22 червня 1901 року в місті Харкові (тепер Україна). У 1920—1921 роках працював в «ЮгРОСТА». 1927 року закінчив Харківський художній інститут, де навчався у Бернарда Кратка.
З 1927 року співпрацював з журналом «Червоний перець», газетою «Вісті» в Харкові. У 1935 році переїхав до Москви, де ілюстрував художні твори, виконував агітплакати та працював в журналах «Крокодил» і «Огонёк».
Помер в Москві у 1977 році.

## Творчість
Автор карикатур в «Червоному перці»: «Ніхто заміж не бере», «Шедеври нової німецької музики». Створив ілюстрації до книг:
- «Берлінський день» Остапа Вишні (1930, Харків);
- «Горбоконик» Петра Єршова (1938, Харків);
- «Байки» Леоніда Глібова (1938, Харків).

Виконав плакати:
- «Рабочий читай, подпишись! «Пролетарий», «Коммунист», «Пламя»» (1925);
- «Бий без вагання старі прийоми, в новій обстанові працюй по новому» (1920-ті—1930-ті).

Брав участь у першій всесоюзній виставці плакату «Плакат на службі п'ятирічки» (1932, Москва, Третьяковська галерея).